# 西班牙宗教裁判所
宗教裁判所神聖辦公室的法庭（西班牙語：Tribunal del Santo Oficio de la Inquisición），常称作西班牙宗教裁判所（西班牙語：Inquisición española）。它是於1478年由西班牙卡斯提爾伊莎貝拉女王（Isabella I）及亞拉岡的斐迪南二世國王（Fernando II）要求教宗思道四世准許成立的異端裁判所。用以維護天主教的正統性，直至19世紀初始取消。首任大法官為托马斯·德·托尔克马达。它与罗马宗教裁判所和葡萄牙宗教裁判所一起，並稱为天主教三大宗教裁判所。西班牙宗教裁判所的覆蓋範圍很广泛，其職權可以在西班牙、加那利群岛、那不勒斯王国以及所有西班牙殖民地和领地使用。根据现代估计，在西班牙宗教裁判所成立的三个世纪期间，大约有15万人因各种罪行被起诉，其中有3,000至5,000人被处决（占所有案件的2.7％）。
宗教裁判所最初的目的是从犹太教和伊斯兰教改宗的人中识别出异教徒。它对新改宗的天主教徒的控制在1492年和1502年颁布皇家法令命令犹太人和穆斯林信奉天主教或离开卡斯蒂利亚之后得到了加强。直到1834年伊莎贝拉二世统治期间，宗教裁判所才被彻底废除。
在文学和历史上，西班牙宗教裁判常被引用為宗教不寬容和壓迫的典例。然而一些历史学家認為，针对宗教裁判所的许多指控都是夸大其词，是西班牙，尤其是英国的政治和宗教敌人制造的反天主教的“黑色传說”（英語：The Black Legend）的结果。